# 條紋海鮋
條紋海鮋，為輻鰭魚綱鮋形目鮋亞目鮋科的其中一種，為深海魚類，分布於東南太平洋加拉巴哥群島海域，棲息在底層水域，生活習性不明。

## 扩展阅读
維基物種上的相關：條紋海鮋